# La Puente (Kalifornija)
La Puente je grad u američkoj saveznoj državi Kalifornija. Prema popisu stanovništva iz 2010. u njemu je živjelo 39.816 stanovnika.